# 高枧乡 (崇阳县)
高枧乡，是中华人民共和国湖北省咸寧市崇阳县下辖的一个乡镇级行政单位。

## 行政区划
高枧乡下辖以下地区：
高枧村、石咀村、中山村、义源村、桃花村和老胡洞村。